# 仲澤春香
仲澤 春香（なかざわ はるか、2001年4月10日 - ）は、女子競輪選手、自転車競技選手。日本競輪選手会福井支部所属、およびナショナルチームとしてはチーム楽天Kドリームス所属。ホームバンクは福井競輪場。日本競輪選手養成所（以下、養成所）第126期生。師匠は山出裕幸（90期）。

## 来歴
福井県大飯郡高浜町出身。小学生の頃は野球を、中学ではバスケットボールをやっていたが、高校入学前に知り合いからボート競技（漕艇。現ローイング競技）を薦められ、ボート競技を始める。
福井県立若狭高等学校在学中は、国内大会では全国高校選抜大会で2年連続優勝、年代別の日本代表にも選ばれ世界ボートジュニア選手権に2年連続で出場しダブルスカルで8位入賞するなど目覚ましい活躍を見せた。高校卒業後は関西電力に入社しボート部で実業団選手として活躍するも、U-19（19歳以下）からU-23（23歳以下）へとカテゴリを変更した頃にイップスに陥ってしまい、以降は精彩を欠いて成績が伸び悩む。ボート競技に限界を感じて引退し、関西電力も2年足らずで退職した。
地元に戻り次の進路を模索する中で、当初は自衛隊に入隊しボクシングに取り組もうかと考えていたが、高校時代の顧問からガールズケイリンを薦められ、県内の自転車競技が強豪な高校を紹介される。のちガールズケイリンの道に進むことを決め、半年ほどのトレーニングで実技でのタイムが出たことから養成所は技能試験で受験。2023年1月19日、第126回養成所選手候補生入所試験に合格。
養成所在所中は126期生の中で唯一、自転車競技のエリートを育て上げるHPD教場で鍛え上げられる。また、第1回記録会では女子候補生として飯田風音以来となるゴールデンキャップを獲得。さらに第3回記録会でもゴールデンキャップを獲得し、吉川美穂以来となるゴールデンキャップ複数回獲得者（女子では4人目）となった。このほか、在所中2回行われたトーナメント競走でもいずれも優勝した。卒業式直前に行われた卒業記念レースでは、予選2走をともに1着で勝ち上がり、決勝戦でも1着となり前年の松井優佳に続く完全優勝を果たした。卒業記念レースも含めた在所中の競走訓練成績は、45勝で1位。
2024年5月3日、富山FII（ルーキーシリーズ）でデビュー、デビュー戦で初勝利を挙げる。翌日も勝利したが、決勝戦では捲り不発で5着に終わる。次戦である5月12日の平塚FII（ルーキーシリーズ）にて初優勝。7月1日からの豊橋FIで本格デビュー、予選では2走とも日野未来を退け注目されたが、決勝戦では坂口楓華に先捲りを許し2着。
養成所卒業後は、将来のトラック種目日本代表入りを目指し、活動拠点をナショナルチームが練習を行っている伊豆に移した。そして2024年12月、正式に日本自転車競技連盟より強化指定選手として認められ、「B」指定選手（アカデミー）となりナショナルチーム入りした。ガールズケイリンでは新人選手ながら同年だけで43走し1着38回（勝率8割8分3厘）、優勝12回（単発レース含む）と圧倒的な強さを示し、さらに獲得賞金額は126期に限れば断トツでトップの991万円であった。
2025年より、自転車競技選手としてチーム楽天Kドリームスに所属している。2月21日、マレーシア・ニライで行われたアジア自転車競技選手権大会（英語版）にて、第一走者の酒井亜樹、最終走者の佐藤水菜とともに女子チームスプリントに出場、銅メダルを獲得した。ガールズケイリンは自転車競技がメインのため出走回数は少なくなっているものの、2024年9月17日の平塚FII最終日決勝で1着となり優勝して以降23連勝と強さを見せつけた。3月23日、24連勝が懸かった新人女王戦ガールズ フレッシュクイーンでは熊谷芽緯に逃げ切られ2着に終わり、連勝がストップした。6月17日、第3回パールカップでデビュー2年目でGI初出場、そして準決勝でGI初勝利を挙げ初出場で初優出を果たした（5着）。

## 自転車競技での戦績
2025年
- アジア自転車競技選手権大会（ニライ）
  - 女子チームスプリント　3位